# Gadol hador
Gadol hador (hébreu : גדול הדור « grand de la génération », comm. gadol ou godol selon la prononciation ashkénaze, « grand ») est un titre d’origine talmudique distinguant les sommités juives, sans forcément impliquer son influence dans l’application de la loi juive. Le terme acquiert cependant cette signification exclusive au fil des époques, ne désignant plus que le sage le plus éminent selon ceux qui le gratifient de ce titre ; le judaïsme ne possédant pas d’autorité centrale, chaque génération comporte plusieurs guedolim dont l’aura de chacun s’étend à un pan supercommunautaire plus ou moins grand du monde juif.
Le gadol acquiert une importance toute particulière dans le judaïsme haredi non-hassidique dont les membres estiment dans leur grande majorité qu’il ne convient pas de s’éloigner de ses propos.